# Cleveland Automobile Company (1902)
Cleveland Automobile Company war ein US-amerikanischer Hersteller von Automobilen.

## Unternehmensgeschichte
A. L. Moore hatte die Cleveland Machine Screw Company geleitet, die Elektroautos für die Sperry Engineering Company herstellte. Im Juni 1902 gründete er das neue Unternehmen in Cleveland in Ohio. Beteiligt waren H. N. Ensworth, H. H. Johnson, M. B. Johnson und J. B. Russell. Sie orderten Teile für 100 Fahrzeuge und begannen im Sommer 1902 mit der Produktion von Automobilen. Der Markenname lautete Cleveland. 1904 endete die Produktion.

## Fahrzeuge
Das Unternehmen stellte die Motoren selber her. Es waren Ottomotoren. Die Motorleistung wurde über eine Kette an die Hinterachse übertragen. Die Fahrzeuge hatten Rechtslenkung.
Ein Modell hatte einen Einzylindermotor. Der Radstand betrug 183 cm. Von 1902 bis 1903 gab es nur Roadster, 1904 dagegen Runabout und Tonneau.
Außerdem gab es von 1902 bis 1903 ein Modell mit einem Zweizylindermotor, der 15 PS leistete. Das Fahrgestell hatte 198 cm Radstand. Einziger Aufbau war ein Tourenwagen.
1904 kam ein Modell mit Vierzylindermotor dazu. Er leistete 20 PS. Der Radstand war auf 246 cm verlängert worden. Auch er war nur als Tourenwagen erhältlich.

## Modellübersicht
| Jahr      | Zylinder | Leistung (PS) | Radstand (cm) | Aufbau            |
| --------- | -------- | ------------- | ------------- | ----------------- |
| 1902–1903 | 1        |               | 183           | Roadster          |
| 1902–1903 | 2        | 15            | 198           | Tourenwagen       |
| 1904      | 1        |               | 183           | Runabout, Tonneau |
| 1904      | 4        | 20            | 246           | Tourenwagen       |

## Übersicht über Pkw-Marken aus den USA, dieClevelandbeinhalten
| Marke                   | Hersteller                                 | Vermarktungsbeginn | Vermarktungsende | Ort, Bundesstaat        |
| ----------------------- | ------------------------------------------ | ------------------ | ---------------- | ----------------------- |
| Cleveland               | Sperry Engineering Company                 | 1898               | 1900             | Cleveland, Ohio         |
| Cleveland               | General Automobile & Manufacturing Company | 1902               | 1902             | Cleveland, Ohio         |
| Cleveland               | Cleveland Automobile Company (von 1902)    | 1902               | 1904             | Cleveland, Ohio         |
| Cleveland               | Cleveland Motor Car Company                | 1905               | 1909             | New York City, New York |
| Cleveland               | Cleveland Electric Vehicle Company         | 1909               | 1910             | Cleveland, Ohio         |
| Cleveland               | Cleveland Cyclecar Company                 | 1914               | 1914             | Cleveland, Ohio         |
| Cleveland               | Cleveland Automobile Company (von 1919)    | 1919               | 1926             | Cleveland, Ohio         |
| Cleveland Three-Wheeler | American Bicycle Company                   | 1900               | 1901             | Cleveland, Ohio         |